# Peter Gallagher
Peter Gallagher (Armonk, 19 d'agost de 1955) és un actor estatunidenc, conegut per haver interpretat el paper de Sandy Cohen a la sèrie de televisió americana The O.C.

## Biografia
Gallagher va néixer a Nova York. La seva mare, Mary Ann (nascuda O'Shea), era bacteriòloga, i el seu pare, Thomas Francis Gallagher, Jr.,  un dirigent publicitari. Peter és el més petit dels seus tres fills. El seu germà és Paul Killian Gallagher i la seva germana és Joan Killian Gallagher. Té orígens catòlics irlandesos i ha crescut a Armonk, Nova York, on es va  diplomar a la Byram Hills High School. Gallagher es va diplomar a la Tufts University, on va estudiar teatre, amb actuacions de Stephen Sondheim in Company i cantant a cappella amb The Beelzebubs, que és un «cor minirock» (grup  a cappella) a Tufts (1973-1977). Està casat des del 1983 amb Paula Harwood amb qui ha tingut dos fills, James i Kathryn.
Cap a  final dels anys 1970, va començar l'activitat d'actor participant en la soap opera Senderes.
En els anys següents Peter es dedicarà completament al cinema participant en moltes pel·lícules d'èxit, entre les quals El joc de Hollywood, Sexe, mentides i videotape, Underneath i American Beauty, pel·lícules completament diferent entre elles, que li permetran interpretar papers diversos.
L'actor, més conegut com a Sandy Cohen de The O.C., a més d'haver posat la veu a Griffin, ha doblat the The Mole King en la pel·lícula per nens Les aventures de Pollicino i Pollicina.
Ha actuat també en diversos musicals a Broadway, com Pal Joey, Guys and Dolls o On the Twentieth Century .

## Filmografia
- 1980: The Idolmaker de Taylor Hackford
- 1982: Summer Lovers de Randal Kleiser
- 1985: Dreamchild de Gavin Millar
- 1986: My Little Girl de Connie Kaiserman
- 1987: Long Day's Journey Into Night
- 1988: L'hotel dels fantasmes (High Spirits) de Neil Jordan
- 1989: Sexe, mensonges i vídeo (Sex, Lies, and Videotape) de Steven Soderbergh
- 1991: Milena de Véra Belmont
- 1992: The Player de Robert Altman
- 1993: Vides encreuades de Robert Altman
- 1993: Malice de Harold Becker
- 1994: The Hudsucker Proxy dels Germans Coen
- 1994: La senyora Parker i el cercle viciós (Mrs. Parker and the Vicious Circle)
- 1995: While You Were Sleeping
- 1995: Cafe Society
- 1996: Underneath de Steven Soderbergh
- 1996: Titanic (TV)
- 1996: Feliç aniversari, amor meu (To Gillian on her 37th Birthday)
- 1997: The Man Who Knew Too Little de Jon Amiel
- 1999: House on Haunted Hill (La mansió de les tenebres) (House on Haunted Hill)
- 1999: American Beauty de Sam Mendes
- 2000: El ritme de l'èxit (Center Stage)
- 2002: Mr. Deeds
- 2003: How to Deal
- 2003 - 2007: The O.C. (TV)
- 2007: The Gathering (sèrie de televisió)
- 2008: Center Stage II
- 2009: Californication (TV)
- 2009: Adam
- 2010: Covert Affairs: Arthur Campbell, temporada 1, episodi 1-2-3 (TV)
- 2020 - Zoey's Extraordinary Playlist, sèrie de televisió

## Discografia
- 8 de novembre de 2005: 7 days in Memphis (Epic)